# میشائل بلا
میشائل بلا (به آلمانی: Michael Bella) بازیکن فوتبال و مدافع اهل آلمان است که از سال ۱۹۶۸ میلادی عضو تیم ملی فوتبال آلمان بوده‌است. وی در ۴ بازی ملی حضور داشته است و آخرین بازی ملی خود را در سال ۱۹۷۱ میلادی انجام داد. میشائل بلا در بازی‌های ملی‌اش گلی به ثمر نرساند.